# Olimp (Mísia)
Olimp (en grec antic Ὄλυμπος) era el nom d'unes muntanyes de Mísia que s'estenien fins al riu Sangari i separaven Frígia de Bitínia. Un dels seus districtes era Olimpene, que prenia el seu nom de la muntanya.
Per distingir-les d'altres muntanyes amb el mateix nom se les anomenà Olimp Misi o Mísic. S'aixeca en direcció oest, i és la muntanya més alta d'aquella part de l'Àsia Menor. Tota la zona era boscosa i molt poblada, i tenia refugis segurs per a lladres i bandolers, sovint dirigits per algun cap guerrer que convertien el país en molt insegur, segons diuen Heròdot i Estrabó. Els cims més alts no tenen vegetació i estan coberts de neu durant tot l'any.
Els turcs les anomenen Anadoli Dagh, i a la part occidental Keshish Dagh (Muntanyes del monjo) i a l'oriental Toumandji o Domoun Dagh. Els romans d'Orient hi van construir fortaleses per defensar els passos, com Pitheca, Acrunum i Calogroea.